# De kwakkelende kwakzalver
De kwakkelende kwakzalver is een stripverhaal uit de stripreeks van Suske en Wiske. Het is het derde verhaal waarbij een scenarist en tekenaar worden uitgenodigd om een hommage aan Willy Vandersteen te schrijven en tekenen. Dit album is geschreven door Zidrou en getekend door Jean-Marc Krings. Het album kwam uit op 6 november 2019.

## Personages
- Suske, Wiske, Schanulleke, Lambik, Jerom, tante Sidonia, professor Barabas, Willy Vandersteen, Vrouwe Bécassine,[1] Gideon,[2] filmcrew, acteurs, oogarts, Lobbes,[3] treinpassagiers, taxichauffeur, stripfiguren, Jeanne Hébuterne, Amedeo Modigliani, baby, barman Grossomodo, klanten

## Locaties
Brussel, Grote Markt (Brussel),  Antwerpen, studio Vandersteen, restaurant Den Tijl, Parijs, geheime locatie van het syndicaat, clinique du Dr. J. Biglote, hotel Geenzicht, herberg Aan het front, atelier van Amedeo Modigliani

## Uitvindingen
- teletijdmachine, gyronef

## Verhaal
Suske en Wiske strijden tegen een draak die Manneke Pis wil smelten en daarna zijn plek als symbool voor de Belgische hoofdstad wil innemen. Schanulleke wordt beschadigd door vuur en Jerom en Lambik komen te hulp. Tante Sidonia blijft in een frietkraam staan, want er wachten nog klanten. In een discussie met Lambik verwijst de draak naar Sabam voor hij hem wil vernietigen, maar Jerom komt net op tijd om dit te voorkomen. Manneke Pis is wel beschadigd en Lambik laat hem repareren, maar daarna lijkt zijn gezicht op die van Lambik. Willy Vandersteen is blij met het 498ste avontuur dat hij Het wangunstige wangedrocht noemt en Wiske sluit af met haar knipoog. Niet lang daarna breekt er paniek uit, want Wiske kan haar oog niet meer open krijgen. Ze blijkt last te hebben van paralytische degeneratieve hemifaciale chipogitis vertelt de oogarts.
Wiske krijgt oogdruppels mee en wordt doorverwezen naar dr. Voyeur in Parijs. De vrienden reizen naar Antwerpen en bij Studio Vandersteen worden plannen gemaakt. In restaurant Den Tijl probeert Willy de personages over te halen een spin-off te maken nu Wiske uitgeschakeld is. Hij stelt voor om De grappen van Lambik, Het liefdesleven van tante Sidonia of de stripreeks van Jerom weer uit te brengen. Jerom wordt woedend en vindt het belangrijker om Wiske naar Parijs te brengen, zodat dr. Voyeur haar kan genezen. Alleen Schanulleke blijft over en Willy denkt na over een gagstrip. Het syndicaat S.N.C.F. krijgt dan een tip van Lobbes dat de Belgische striphelden naar Parijs afreizen en Bécassine zweert bij Sint Inktnatius dat ze hen zal tegenhouden. Ook wordt er een smurf gespot.

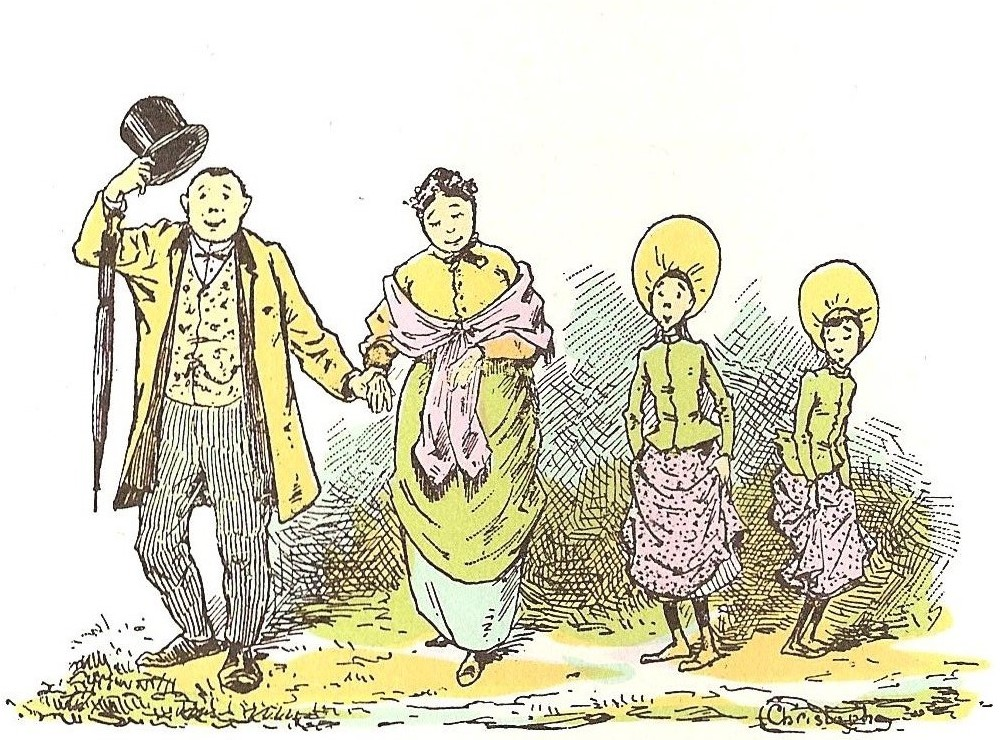
Agénor, Léocadie, Artémise en Cunégonde Fenouillard

Vele Franse striphelden zijn bijeen en zij willen, net zoals hun oprichter Agénor Fenouillard in 1960, het land beschermen tegen buitenlandse stripverhalen. Als leus hebben ze Eigen helden eerst en ze zeggen nee tegen import-strips. De Franse stripfiguren blokkeren de grenzen en bij België, Italië, Spanje en Zwitserland worden buitenlandse stripfiguren tegengehouden, zoals Guust. Uit Duitsland komt geen enkele bedreiging. Asterix en Obelix staan daar voor niks te wachten. Inmiddels is er tegen de vrienden verteld dat Wiske niet genezen kan worden. De enige hoop is een kwakzalver die in 1919 in Parijs een vrouw, Jeanne Hébuterne, weer mooi maakte. De vrienden gaan naar professor Barabas en worden naar het verleden geflitst.
Jerom blijft bij de professor en ze eten samen oesters, maar hierdoor wordt hij ziek. Als de Franse striphelden binnenstormen, kan Jerom dan ook niks doen. De vrienden ontmoeten intussen Amedeo Modigliani in het verleden. Ze krijgen een tip waar ze een medicijn kunnen krijgen en gaan naar Aan het front. De barman Grossomodo kan met zijn drank alle afstotelijke aandoeningen verhelpen. Het is een type cognac en Lambik drinkt een glaasje, waarna hij neervalt. Als de vrienden weer in het atelier terugkomen, blijkt Lambik lange haren gekregen te hebben. Tante Sidonia wil niet dat Wiske alcohol drinkt, maar ook Jeanne herstelt nadat ze van de drank heeft gedronken. Wiske krijgt enkele theelepeltjes van de cognac met suiker en haar oog gaat weer open. Dan wordt Suske weggeflitst door de Franse stripfiguren en wordt meegenomen naar de geheime locatie van S.N.C.F. Jerom herstelt door een medicijn en heeft zijn kracht terug. Suske en een smurf liggen vastgebonden en Bécassine wil hen offeren.
Dan komen de vrienden binnen, ze zijn met de gyronef naar het museum gevlogen. Ze onthullen dat Bécassine en Gideon niet echt zijn, het zijn juist Amerikaanse stripfiguren die zich als hen hebben vermomd. Wiske en tante Sidonia trekken de kostuums uit en U.S. girl en Pekoman worden onthuld. De Franse striphelden werden tegen de Vlaamse striphelden opgehitst, zodat manga en comics de lokale stripverhalen kunnen verdringen. De S.N.C.F. wordt opgeheven en de Infrabels wordt opgericht, dit is de internationale Frans-Belgische stripunie. Wiske bevrijdt Suske en moppersmurf blijft mopperen, want niemand maakt hem los. Wiske verslaat de draak en Lambik, tante Sidonia en Suske zitten in een kerststal. Wiske plaatst samen met de vrienden een piek op een kerstboom op het plein. Ze sluit af met de beroemde knipoog en Willy Vandersteen twijfelt of hij deze aflevering Babeleir de Brusseleir of De Brusselse Brandstichter zal noemen. Hij kijkt uit naar de 100ste aflevering.

## Achtergronden
In het verhaal worden veel eigenschappen van de hoofdpersonages uit oudere albums getoond. Zo wil Lambik graag haar (hij past een pruik en koopt een masker voor Wiske, zodat het niet opvalt dat ze constant een knipoog heeft en later krijgt hij haar). Ook komen de slechte en goede Lambik als engeltjes langs, dit gebeurde ook vaak in de vroege verhalen. Tante Sidonia wordt jaloers als een man naar Wiske knipoogt in de trein en voelt zich vereerd als Amedeo Modigliani haar op het doek wil vereeuwigen.
Er komen diverse stripverhalen in dit stripalbum voor. Zie ook Lijst van stripfiguren